# Alexis Kolb
Josef Alexander „Alexis“ Kolb, Pseudonym A. Hilfgern, (* 6. Juli 1865 in Breitenbach; † 1917) war ein Postmeister, Schriftsteller und Erzähler aus dem böhmischen Teil des Erzgebirges.

## Leben
Er stammte aus der Hammerwerkssiedlung Breitenbach, unmittelbar an der sächsisch-böhmischen Grenze gegenüber von Johanngeorgenstadt gelegen, wo er als Sohn des geprüften Tierarztes Josef Anton Laurenz Kolb im Gebäude einer früheren Porzellanfabrik geboren wurde. Sein älterer Bruder war der spätere Jesuit und Volksmissionar Viktor Kolb. Sein Großvater mütterlicherseits war der Wanduhrenfabrikant Egidius Dotter aus Dresden. Während und nach seiner Schulzeit wurde seine schriftstellerische Ader erkannt und gefördert. Er war lange in Potscherad als Postmeister tätig und hinterließ mehrere Erzählungen über seine Heimat, die noch bis in die 1960er Jahre nachgedruckt worden sind.
Die Gesellschaft zur Förderung deutscher Wissenschaft, Kunst und Literatur in Böhmen, die in die Deutsche Akademie der Wissenschaften und Künste in Böhmen umgewandelt wurde, förderte in den beiden Jahren 1906 und 1909 seine schriftstellerische Tätigkeit mit einem Gesamtbetrag von 500 Kronen. Teilweise schrieb er auch unter dem Pseudonym A. Hilfgern. Zu seinen bekanntesten Werken zählen  Lustiges aus dem Erzgebirg und Pater Hahn. Seit dem Kriegsjahr 1917 gilt er als vermisst.

## Werke
- Das Geldmannl in der Dreckschänk
- Der Hegerpoldl
- Im Grenzwinkel
- Lustiges aus dem Erzgebirg
- O du wunderliche Welt
- Pater Hahn, der Faust des Erzgebirges